# باب رایلی
 باب رایلی (انگلیسی: Bob Riley؛ زادهٔ ۳ اکتبر ۱۹۴۴) یک سیاست‌مدار اهل ایالات متحده آمریکا است. وی بین سال‌های ۲۰۰۳ تا ۲۰۱۱ فرماندار فرماندار آلاباما بود.